# Laughing Charley Lincoln
Laughing Charley Lincoln (eigentlich Charley Hicks; * 11. März 1900 in Lithonia, Georgia; † 28. September 1963) war ein US-amerikanischer Blues-Gitarrist und Sänger. Mit seinem jüngeren Bruder Barbecue Bob (Robert Hicks) war er einer der Hauptvertreter des Piedmont Blues.
Die beiden Brüder Charley (manchmal auch „Charlie“ geschrieben) und Robert Hicks lernten wahrscheinlich zusammen mit Curley Weaver von dessen Mutter Savannah „Dip“ Shepard das Gitarrespielen. Sie traten zusammen in ihrer Heimatgegend auf.
1923 ging Charley nach Atlanta und begann dort, auf einer 12-saitigen Gitarre zu spielen. Im Jahr darauf folgte ihm sein Bruder Robert, um 1925 kam auch Weaver.
1927 wurden ein Talentscout auf Robert Hicks aufmerksam und machte Aufnahmen mit ihm, die sich unter dem Künstlernamen „Barbecue Bob“ recht erfolgreich verkauften. Auf Barbecue Bobs Empfehlung hin konnte auch sein Bruder als „Laughing Charley Lincoln“ Aufnahmen machen.
Charleys erste Aufnahme It Won't Be Long Now war noch mit Barbecue Bob zusammen, die nächste Nummer Hard Luck Blues wurde auch ohne die Unterstützung seines Bruders ein Hit. Allerdings konnte Laughing Charley nie an den Erfolg seines Bruders heranreichen.
1931 starb Barbecue Bob, und Laughing Charley verfiel dem Alkohol. Er sollte keine weiteren Aufnahmen machen. Er kam mit dem Gesetz in Konflikt und wurde für einen Mord im Jahr 1955 zu 20 Jahren Gefängnis verurteilt. Laughing Charley Lincoln starb im September 1963 im Gefängnis.